# Mercuria (genre)
Genre
Mercuria est un genre de petits mollusques gastéropodes marins de la famille des Hydrobiidae.

## Liste des espèces actuelles
Selon World Register of Marine Species, les espèces suivantes appartiennent au genre Mercuria :
- Mercuria anatina Poiret, 1801
- Mercuria bakeri Glöer, Boeters & Walther, 2015
- Mercuria balearica Paladilhe, 1869
- Mercuria baudoniana Gassies, 1859
- Mercuria bayonnensis Locard, 1894
- Mercuria bourguignati Glöer, Bouzid & Boeters, 2010
- Mercuria confusa Frauenfeld, 1863
- Mercuria corsensis Boeters & Falkner, 2017
- Mercuria edmundi Boeters, 1986
- Mercuria emiliana Paladilhe, 1869
- Mercuria gauthieri Glöer, Bouzid & Boeters, 2010
- Mercuria globulina Letourneux & Bourguignat, 1887
- Mercuria kobelti Westerlund, 1892
- Mercuria maceana Paladilhe, 1869
- Mercuria melitensis  Paladilhe, 1869
- Mercuria meridionalis  Risso, 1826
- Mercuria midarensis Boulaassafer, Ghamizi & Delicado, 2018
- Mercuria punica Letourneux & Bourguignat, 1887
- Mercuria pycnocheilia Bourguignat, 1862
- Mercuria rolani Glöer, Boeters & Walther, 2015
- Mercuria saharica Letourneux & Bourguignat, 1887
- Mercuria sarahae Paladilhe, 1869
- Mercuria similis Draparnaud, 1805
- Mercuria tachoensis Frauenfeld, 1865
- Mercuria targouasensis Glöer, Boeters & Walther, 2015
- Mercuria tensiftensis Boulaassafer, Ghamizi & Delicado, 2018
- Mercuria tingitana Glöer, Boeters & Walther, 2015
- Mercuria vindilica Paladilhe, 1870
- Mercuria zopissa Paulucci, 1882